# 프라타토디나
프라타토디나(이탈리아어: Fratta Todina)는 이탈리아 움브리아주 페루자도에 있는 코무네다. 페루자에서 남쪽으로 30km 거리에 있다.